# Manuel Pellegrini
Manuel Luis Pellegrini Ripamonti (Santiago, 16 de septiembre de 1953) es un entrenador, exfutbolista e ingeniero civil chileno. 
Actualmente entrena al Real Betis de la Primera División de España.
Como entrenador, ha estado al frente de varios equipos importantes de Sudamérica —como Universidad Católica, Liga de Quito, San Lorenzo y River Plate— y de Europa —como Real Betis, Villarreal, Málaga, Real Madrid y Manchester City—.
Entre sus logros como entrenador, están los tres campeonatos nacionales obtenidos en América del Sur —con Liga de Quito, Club Atlético River Plate y San Lorenzo de Almagro—, el único título internacional en la historia de Universidad Católica (la Copa Interamericana 1994), y el primer trofeo continental de San Lorenzo de Almagro (la Copa Mercosur 2001). A lo anterior se añaden las del Villarreal Club de Fútbol, donde se alcanzaron la semifinal de la Liga de Campeones de la UEFA 2005-06 y el subcampeonato de la Liga de España 2007-2008. Otro de sus logros como entrenador fue el de convertirse el 24 de octubre de 2021 en el entrenador americano con más partidos dirigidos en la Primera División de La Liga española. 
Durante la temporada 2009-10 dirigió al Real Madrid. Desde 2010 a 2013 fue el entrenador del club Málaga en España, que logró el mejor rendimiento en Liga de su historia, con mayor cantidad de puntos y mejor posición histórica del club al final de un campeonato. Asimismo, clasificó al Málaga por primera vez para la disputa de la Liga de Campeones de la UEFA, superando la primera fase invicto y cabeza de su grupo, y alcanzando los cuartos de final en 2013.
Desde 2013 a 2016 fue el entrenador del club Manchester City en Inglaterra. El equipo ganó dos Copas de la Liga, en 2014 y 2016, y en 2014 la Premier League, siendo el único entrenador no europeo en ganar dicha liga. Alcanzó la semifinal de la Liga de Campeones de la UEFA en 2016, la mejor posición histórica del Manchester City hasta que alcanzó la final en 2021.
En 2016 asume como entrenador del club Hebei China Fortune perteneciente a la Superliga de China, donde en su segundo año al mando del equipo cosecha la mejor posición histórica del club, finalizando en el cuarto puesto de la temporada 2017. En 2018 deja el cuadro chino, para dirigir al West Ham United de la Premier League inglesa, hasta diciembre de 2019. En 2020 volvió a la liga española como entrenador del Real Betis Balompié, con el que obtuvo la Copa del Rey en 2022.

## Biografía
Nació en 1953 en la ciudad de Santiago de una familia de origen italiano. Su abuelo paterno era nativo de Picerno, pequeña localidad de la provincia de Potenza en Basilicata, y una parte de su familia tiene orígenes romanos.
Ejerció sus estudios escolares en el Colegio de los Sagrados Corazones de Manquehue. En 1978 y, en paralelo a su etapa como jugador, se tituló de ingeniería civil en la Pontificia Universidad Católica de Chile. Comenzó a trabajar en diversos proyectos inmobiliarios junto con un hermano, y colaboró en algunos proyectos en el marco de la reconstrucción de la zona central de Chile tras el terremoto de 1985.

## Trayectoria

### Como jugador
Pellegrini como juvenil en Audax Italiano, para luego pasar a Universidad de Chile, club por el cual jugó durante toda su carrera como profesional. Debutó en agosto de 1973, y disputó un total de 451 partidos en la Primera División de Chile durante trece años, siendo el cuarto jugador que más partidos ha jugado en «la U». En su carrera como jugador anotó siete goles, incluyendo uno al eterno rival universitario, Colo-Colo, y recibió siete tarjetas rojas.
Pellegrini, en palabras de sus compañeros, era un defensa limitado, pero de un gran esfuerzo; prueba de ello es que se quedaba hasta una hora después de los entrenamientos practicando cabezazos y (siendo diestro) remates con la pierna izquierda; el motivo era que su pie derecho tenía -según el mismo  manifestaba- una forma que hacía imposible no pegarle defectuosamente al balón, lo que lo llevó a tomar la decisión de mejorar su remate con su otra pierna. Así, practicó sagradamente hasta lograr convertirse en un jugador zurdo.
En esos tiempos, el club pasaba por su peor crisis y no ganaba un título nacional desde 1969, pero logró conseguir la Copa Chile en 1979 y la Liguilla Pre-Libertadores en 1980, derrotando en ambas definiciones a Colo-Colo.
Tomó la decisión de retirarse durante un partido de la Copa Chile en 1987 frente a Cobreandino —nombre que poseía en ese tiempo Trasandino—, cuando su portero rechazó un balón y él se disponía a despejarlo de cabeza con un salto, y un joven jugador de 20 años saltó por detrás de él consiguiendo cabecear el balón y marcar el gol. El joven jugador resultó ser Iván Zamorano, por lo que confesaría tiempo después que "si hubiera sabido dónde iba a llegar, no me habría retirado, habría seguido dos años más".

### Como entrenador

#### Chile (1988-1998)
Pellegrini realizó el curso de iniciador en 1982, y el de monitor entre 1983 y 1984. En 1985 fue a estudiar a Coverciano (Italia), donde la Federación Italiana de Fútbol tenía sus centros de formación de entrenadores. En 45 días obtuvo su título que lo capacitaba para entrenar equipos regionales. Posteriormente este curso fue validado por la Federación de Fútbol de Chile y por el Colegio de Entrenadores, quedando así habilitado para dirigir en Chile.
Debutó como entrenador en 1988 en Universidad de Chile. Tras la renuncia de Alberto Quintano terminada la Copa DIGEDER 1988, ante la insistencia del presidente del equipo laico Waldo Greene, aceptó el cargo, con vistas al campeonato de 1988. En mayo de ese año Pellegrini fue a un curso de perfeccionamiento a Lilleshall, Inglaterra durante tres semanas, en las que el equipo quedó a cargo de sus ayudantes. El equipo perdió esos dos partidos, y a final de temporada «La U» descendió por primera y única vez a Segunda División por un gol de diferencia.
Tras dirigir a Palestino en dos periodos entre 1990 y 1992, y a O'Higgins entre 1992 y 1993, a principios de 1994 se hizo cargo de Universidad Católica, en un plantel que contó con los fichajes estelares de Alberto Acosta y Néstor Gorosito. En Católica obtuvo la Copa Interamericana 1994, convirtiéndose en el primer entrenador chileno en obtener un título internacional con un equipo de su país, y la Copa Chile 1995. Tras dos años consecutivos logrando el subcampeonato, fue despedido en 1996 cuando tenía al equipo a 9 puntos del líder Colo-Colo a mitad de temporada. Posteriormente, en 1998, volvió a dirigir a Palestino, esta vez por unos meses.

#### Ecuador: Liga Deportiva Universitaria de Quito (1999-2000)
El político ecuatoriano y dirigente de la Liga Deportiva Universitaria de Quito Rodrigo Paz entabló amistad política con el embajador chileno Jorge Burgos, a quien le preguntó si le podía recomendar algún entrenador para LDU, que en 1998 se quedó sin técnico. Burgos recomendó a Arturo Salah, quien dirigía a Cobreloa y a Pellegrini, que fichó por el club ecuatoriano para 1999, en donde fue campeón.
Ese mismo año clasificó a octavos de final de la Copa Libertadores de América, siendo eliminado por River Plate de Argentina en la tanda de penaltis. A mediados de 2000 dejó Liga de Quito pese a lograr clasificar a las instancias finales del campeonato, diferencias salariales y de camerinos por una reducción de sueldos tras la dolarización ecuatoriana, llevaron a un término anticipado del contrato tanto de Pellegrini y de tres jugadores extranjeros; esta decisión le costó al club el descenso al final de esa temporada.

#### San Lorenzo (2001-2002)
Posteriormente, fue campeón en el Fútbol Argentino con Club Atlético San Lorenzo de Almagro. En este club, logró dos récords que siguen vigentes en el Torneo Argentino: mayor cantidad de puntos en un torneo corto (47) y mayor cantidad de victorias seguidas (13), además de remontar una diferencia de 5 puntos con River Plate. También consiguió el primer título internacional en la historia del club: la Copa Mercosur 2001, luego de superar en la final al poderoso Flamengo, club que por entonces contaba con futbolistas de la talla de Juan Silveira dos Santos, el arquero Júlio César, y Dejan Petković.

#### River Plate (2002-2003)
Tras esto fue fichado por River Plate, club donde permaneció un año y medio, y donde obtuvo el Torneo Clausura 2003. Fue además subcampeón de la Copa Sudamericana 2003 con este equipo antes de desvincularse del club a finales de año.

#### Villarreal (2004-2009)
Tras su paso por Argentina, fue contratado en España por el Villarreal Club de Fútbol. Ganó con el club la Copa Intertoto de la UEFA en 2005 y llegó con este equipo a cuartos de final de la Copa de la UEFA 2004-05.
En la temporada 2004-2005 de la Liga española, Pellegrini llevó al Villarreal CF al tercer puesto de la tabla, lo que supuso la clasificación por primera vez para la Liga de Campeones. Al año siguiente, llegó a semifinales de la Champions League en su primera participación en este torneo, uno de los mayores logros en la historia del club a nivel internacional.
El 23 de marzo de 2008, Pellegrini alcanzó su partido número 200 en liga con el Villarreal CF, en el enfrentamiento ante el Levante Unión Deportiva que acabó con triunfo del equipo amarillo, por 2-1.
El 7 de mayo de 2008, logró con el club castellonense el subcampeonato (77 puntos) por primera vez en su historia y clasificarlo de forma directa a otra edición de la Liga de Campeones 2008-09 (donde alcanzaría cuartos de final).
Tuvo entre sus filas a jugadores de gran trayectoria como Juan Román Riquelme, Diego Forlán, Santi Cazorla y Matías Fernández.

#### Real Madrid (2009-2010)
El 1 de junio de 2009, fue presentado como nuevo técnico del Real Madrid Club de Fútbol por el nuevo presidente de la institución, Florentino Pérez.
Permaneció en el Real Madrid CF una única temporada, que terminó sin conseguir ningún título oficial. Obtuvo, no obstante, resultados estadísticos que constituyeron registros históricos para el club: mayor porcentaje de puntos sobre los posibles con 96 puntos de 114, mayor número de victorias en casa (18), mayor número de victorias fuera (13) y mayor número de victorias totales (31) y quedó a sólo cinco goles del récord del equipo (102 goles convertidos). Fue el técnico más efectivo en la historia del club español, con un porcentaje de victorias del 81.58% en la Liga, récord que duró 3 años, hasta que José Mourinho se coronó campeón con el cuadro merengue con 100 puntos y 121 goles convertidos.
Fue eliminado en la Copa del Rey por un equipo de Segunda División B, el Agrupación Deportiva Alcorcón, tras recibir un 4-0 en el partido de ida, eliminación que le trajo numerosas críticas, en especial de los fanáticos del club. Luego quedó eliminado de la Liga de Campeones en octavos de final, a manos del Olympique de Lyon. Al final de la temporada, quedó segundo en la Liga tras el FC Barcelona, con 3 puntos menos que el campeón.
Fue destituido el 26 de mayo de 2010. Semanas después, Pellegrini explicó en una entrevista que la causa última de su marcha del club había sido un problema de falta de comunicación con el presidente Florentino Pérez, originado, a su vez, en una diferencia de criterio respecto de los fichajes.

#### Málaga (2010-2013)

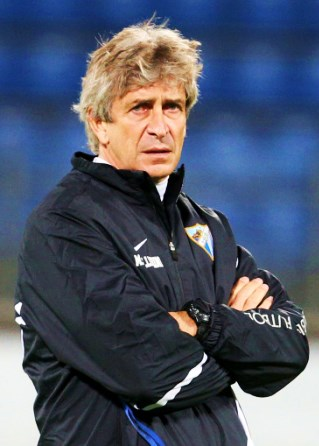
Manuel Pellegrini en el Estadio Petrovsky de San Petersburgo, horas antes de la disputa del encuentro de Liga de Campeones que enfrentaría al Zenit de San Petersburgo contra el Málaga.

El 4 de noviembre de 2010, firmó un contrato de tres años como entrenador del Málaga CF, con el objetivo inmediato de evitar el descenso de categoría. El club había sido comprado por Abdullah ben Nasser Al Thani, miembro de la familia real catarí, que puso a disposición de la entidad albiceleste 70 millones de euros para refuerzos. Pellegrini decidió descartar algunos integrantes de la plantilla y reforzarla con jugadores como Julio Baptista, Enzo Maresca, Ignacio Camacho o Martín Demichelis. Tras un arranque con irregulares resultados, que durante cuatro jornadas mantuvieron al Málaga como último clasificado de la Liga, el equipo se recuperó hacia el final del campeonato y terminó posicionándose en undécimo lugar, con 46 puntos. Al término de la temporada, amplió su contrato con el club.
Entre los meses de junio y julio de 2011, se fichó para la temporada 2011/2012 de la Liga BBVA a varios jugadores destacados como Ruud van Nistelrooy, Jerémy Toulalan, Joaquín Sánchez, Isco o Santi Cazorla con una inversión aproximada de 60 millones de euros. Si bien tuvo un arranque dubitativo, pronto alcanzaría la regularidad. La máxima goleada de la temporada la consiguió frente al Real Zaragoza en la vigésima quinta jornada de la Liga, al ganar por 5-1. A partir de la jornada 27, Pellegrini y los suyos pelearon en el top 4 de la tabla. La prensa especializada nombró al Málaga como el líder y mejor equipo de la "Liga de los modestos". Finalizado el torneo 2011/2012, el Málaga cosechó la mejor temporada en toda su historia y el club quedó clasificado para disputar la fase previa de la Liga de Campeones de la UEFA 2012/2013. El cuarto lugar del Málaga, con un saldo de 58 puntos, 17 victorias, 7 empates, 14 derrotas, 54 anotaciones a favor y 53 en contra, instaló a Pellegrini como uno de los mejores entrenadores históricos del cuadro malagueño, con el récord de puntos en una temporada de Primera División.
En agosto de 2012, llegó al club Roque Santa Cruz, cedido del Manchester City Football Club para complementar el equipo. El camino del Málaga fue exitoso, ya que en ese mismo mes se impuso al Panathinaikos FC en la eliminatoria previa de la Champions por un marcador global de 2-0 y se clasificó para la fase final de la máxima competición continental. El 15 de septiembre de 2012, al imponerse su equipo por 3-1 ante el Levante Unión Deportiva, firmó el mejor arranque liguero de la historia del club. Prosiguiendo su notable campaña en Europa el equipo se clasificó para la siguiente ronda como equipo líder e invicto en su grupo, convirtiéndose en uno de los mejores equipos debutantes de la historia de la competición. Para culminar un año repleto de cifras históricas, el equipo de Pellegrini ganó al Real Madrid por tres goles a dos en La Rosaleda, asentándose en la cuarta plaza del campeonato aquel año y terminando con 29 años de imbatibilidad del conjunto merengue frente al Málaga.
El Málaga logró situarse por primera vez entre los 8 mejores equipos de Europa tras eliminar al FC Oporto en los octavos de final de la Liga de Campeones de la UEFA. El equipo portugués había ganado en el partido de ida por un tanto contra cero. En el partido de vuelta, el titular malagueño logró una memorable victoria que quedará en la historia. A los 42 minutos Isco marca el 1-0 para los locales, pero tuvo que pasar el tiempo hasta el minuto 76 para que llegara el segundo del Málaga, y el Estadio La Rosaleda estallara de alegría con el gol del paraguayo Roque Santa Cruz.
Con esta victoria Manuel Pellegrini era el primer técnico que clasificaba a dos equipos debutantes en Liga de Campeones para los cuartos de final de la competición. Finalmente, el conjunto malacitano cayó en cuartos frente al Borussia Dortmund por 3-2 en una intensa y polémica eliminatoria.
El 22 de mayo de 2013, el técnico chileno confirmó que abandonaría el Málaga al finalizar la temporada 2012-13 tras clasificar al equipo malacitano para Liga Europa de la UEFA al terminar 6.º en el campeonato nacional español.

#### Manchester City (2013-2016)

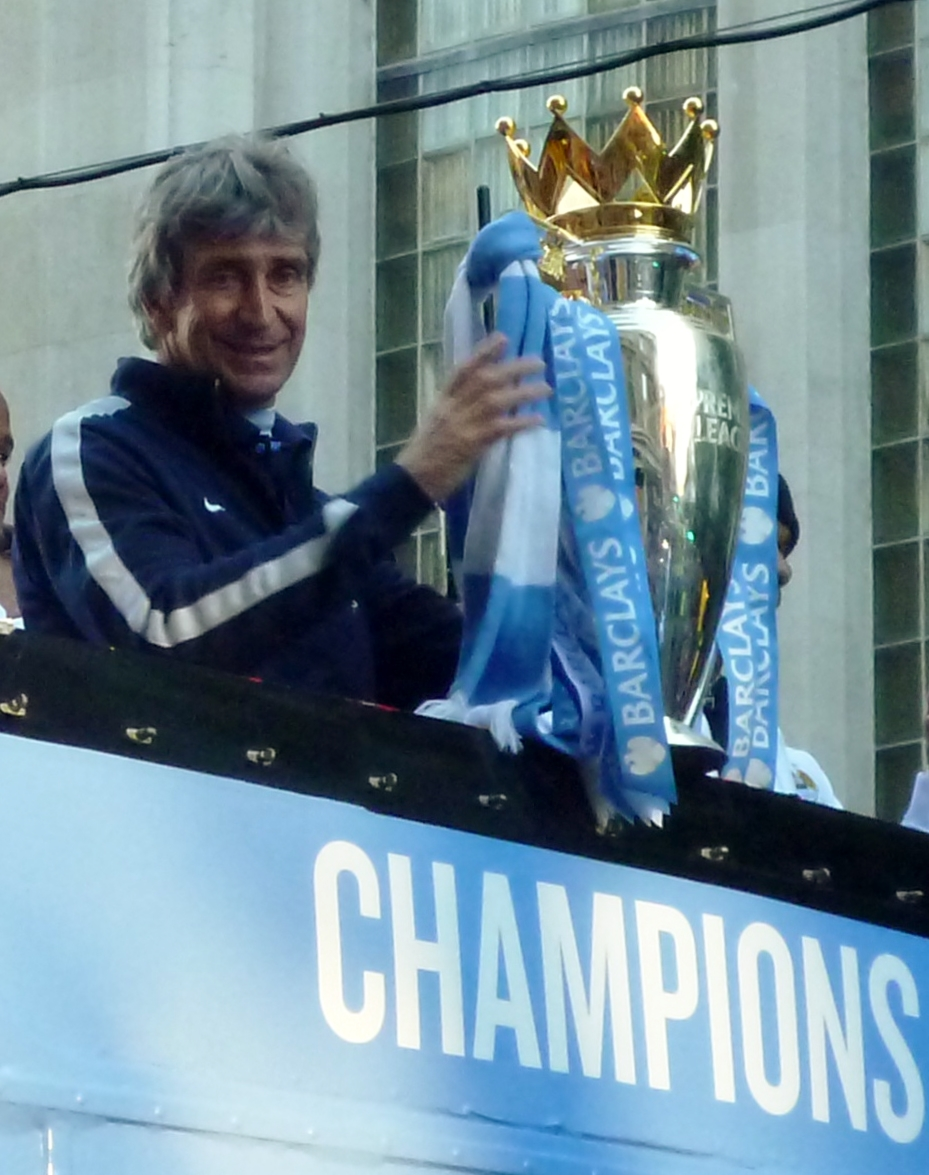
Manuel Pellegrini durante la celebración del título de la Premier League 2013-14.

El 14 de junio de 2013, se anunció oficialmente su llegada al Manchester City FC como nuevo técnico para las tres siguientes temporadas. Para llegar a la élite europea, el club fichó a jugadores como Jesús Navas, Stevan Jovetić, Álvaro Negredo, Martín Demichelis y Fernandinho. Pellegrini cambiaría el estilo de juego del conjunto inglés, apostando más por el toque y menos por el fútbol directo.
Debutó en un amistoso en Sudáfrica ante el Supersport United Football Club, encuentro que terminó en derrota 2-0 para el equipo del ingeniero, luego el equipo jugó su segundo amistoso ante el AmaZulu Football Club encuentro que acabaría con una nueva derrota por 2-1. Su primera victoria con el Manchester City fue ante el South China AA, en un partido que acabaría 1-0 con gol de Edin Džeko. El estreno de Pellegrini al frente de los citizens en competición oficial se produjo el 19 de agosto, en la primera jornada de la Premier League, encuentro que ganó por 4-0 al Newcastle. El 22 de septiembre, en su primer partido ante el eterno rival de la ciudad, el Manchester United, los futbolistas del Ingeniero vencieron por 4-1.
El 10 de diciembre de 2013, clasificó al Manchester City para los octavos de final de la Liga de Campeones (algo que el conjunto inglés había sido incapaz de hacer en las dos ediciones anteriores), terminando segundo de su grupo con los mismos 15 puntos que el entonces campeón, el Bayern de Múnich, tras vencerle como visitante por 2-3.
De vuelta en la Premier League, el Manchester City terminó la primera vuelta como segundo clasificado, por detrás del Arsenal. El 2 de marzo, el Manchester City se proclamó campeón de la Copa de la Liga al derrotar por 3-1 al Sunderland en la final, siendo el primer título que ganó Pellegrini con el equipo inglés y  también el primero desde la Copa Intertoto con el Villarreal, diez años atrás. En la Liga de Campeones no tuvo la misma fortuna y cayó eliminado ante el Barcelona. Finalmente, el 11 de mayo, el Manchester City obtuvo su cuarta Premier League después de haberse situado líder en la penúltima jornada, recortando la ventaja del Liverpool. Pellegrini era así en el primer entrenador no europeo que ganaba la liga inglesa.
En la temporada 2014-15, el conjunto citizen arrancó con algunas dudas y nuevamente terminó la primera vuelta de la Premier League en segundo puesto, tres puntos por detrás del Chelsea. Volvió a llegar a los octavos de final de la Liga de Campeones, donde otra vez cayó ante el Barcelona. El equipo de Pellegrini terminó la temporada sin títulos, siendo subcampeón de la Premier League.
El 7 de agosto de 2015, Pellegrini renovó su contrato con el club por un año más. El Manchester City fue líder de la Premier League 2015-16 durante 12 de las 14 primeras jornadas, pero terminó la primera vuelta como 3.er clasificado.
El 1 de febrero de 2016, el Manchester City informó que Pellegrini dejaría su cargo a finales de la temporada 2015/2016 y sería reemplazado por Josep Guardiola.
El 12 de abril de 2016, el equipo se para la semifinal de la Liga de Campeones de la UEFA por primera vez en la historia del club, imponiéndose en cuartos de final al París Saint-Germain por un resultado global de 3-2. En el sorteo se cruzaría con el Real Madrid, haciendo de local el 26 de abril, partido en el cual no lograron diferencias. Con un 0-0 debieron ir al Santiago Bernabéu el 3 de mayo, donde cayó derrotado por 1-0. Se despidió del conjunto inglés obteniendo el 4.º puesto en la Premier League.

#### Hebei China Fortune (2016-2018)
El 27 de agosto de 2016, se anunció que Pellegrini entrenará al Hebei China Fortune de la Superliga de China. En su primera temporada quedó séptimo con 40 puntos, mientras que en su segundo año obtuvo el cuarto lugar con 52 puntos, quedando a sólo dos de clasificarse para la Liga de Campeones de la AFC 2018.

#### West Ham United (2018-2019)
El 22 de mayo de 2018, firmó un contratos de tres años como nuevo técnico del West Ham United de la Premier League, en la que fue su segunda incursión en dicha competición y su quinto equipo en el continente europeo. En la primera temporada, llevó al elenco inglés al 10.º puesto en la Premier League. Sin embargo, el 28 de diciembre de 2019, fue destituido por el club londinense a causa de una mala racha de resultados que dejaron a los hammers un solo punto por encima de los puestos de descenso.

#### Real Betis (2020-)

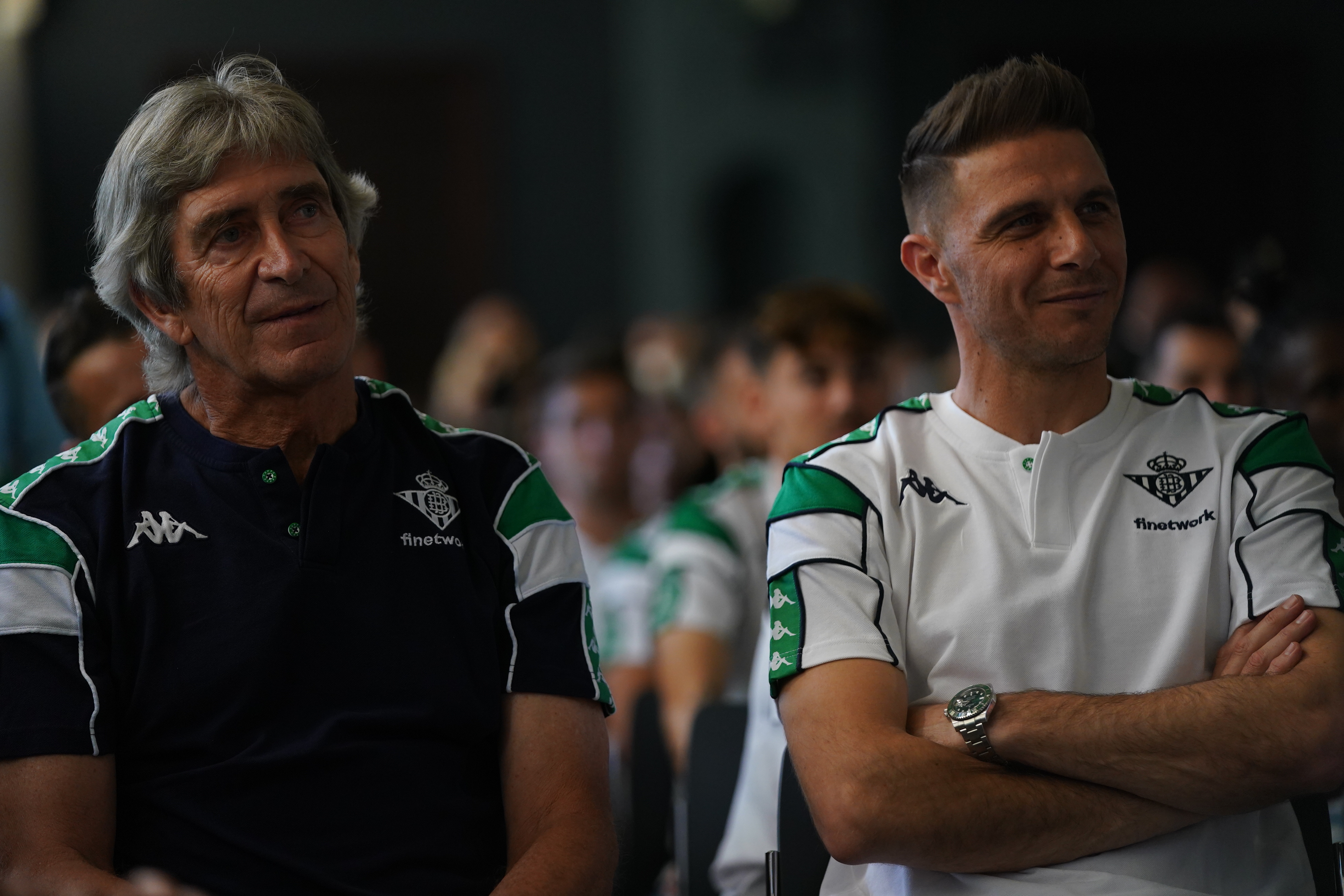
Manuel Pellegrini junto al entonces capitán Joaquín Sánchez en la recepción de la Junta de Andalucía al Real Betis por la consecución del título de campeón de la Copa del Rey de 2022.

En julio de 2020, fue contratado por el Real Betis, de la Primera División española, con un acuerdo por tres años. Desde entonces ha ampliado su contrato en dos ocasiones; en diciembre de 2021, firmó hasta 2025 y en julio de 2023 prolongó su vinculación hasta junio de 2026.
Con Pellegrini, el Real Betis ha obtenido registros históricos para el club. Se ha clasificado en cinco ocasiones consecutivas para competición europea, cuatro para la UEFA Europa League y una para la Conference league, en la que llegó por primera vez en la historia bética hasta una final europea. En 2022 se llevó la  Copa del Rey que ganó el 23 de abril al vencer en la final al Valencia CF en la tanda de penales.
De forma personal, Pellegrini ha conseguido importantes números con el club andaluz. Es el preparador que más temporadas (5) ha dirigido al club de forma continuada y con más partidos ganados y el segundo con más disputados por debajo de Serra Ferrer. Desde septiembre de 2023, es igualmente el entrenador bético que más partidos ha dirigido en competición europea. y durante su estancia en el Betis se convirtió en 2024, también en el entrenador extranjero que ha disputado más partidos en la primera división de la liga española.

## Selección nacional
Jugó un partido por la selección chilena el 7 de mayo de 1986 frente a Brasil, que se preparaba para Mundial de México 1986. Jugó en el empate a un gol entre ambas selecciones.

### Partidos internacionales
| 1     | 7 de mayo de 1986 | Estadio Pinheirão, Curitiba, Brasil | Brasil     | 1-1 | Chile |   |  | Luis Ibarra | Amistoso |
| Total | Total             | Total                               | Presencias | 1   | Goles | 0 |  |             |          |

| Selección chilena | Selección chilena | Selección chilena |
| Año               | Partidos          | Goles             |
| ----------------- | ----------------- | ----------------- |
| 1986              | 1                 | 0                 |
| Total             | 1                 | 0                 |

## Clubes

### Como jugador
| Club                 | País  | Año       |
| -------------------- | ----- | --------- |
| Universidad de Chile | Chile | 1973-1986 |

### Selección nacional
- Selección de fútbol sub-20 de Chile (1990-1991)
- Selección de fútbol de Chile (asistente de Arturo Salah en la Copa América de 1991 y 1993)

### Como entrenador
| Equipo                       | Div.                | Temporada           | Liga | Liga | Liga | Liga | Liga |     | Copa | Copa | Copa | Copa |    | Internacional | Internacional | Internacional | Internacional | Internacional |   | Otros | Otros | Otros | Otros |     | Totales     | Totales | Totales | Totales | Totales | Totales | Totales | Totales |
| Equipo                       | Div.                | Temporada           | PD   | G    | E    | P    | Pos. | PD  | G    | E    | P    | PD   | G  | E             | P             | Pos.          | PD            | G             | E | P     | PD    | G     | E     | P   | Rendimiento | GF      | GC      | Dif.    |         |         |         |         |
| ---------------------------- | ------------------- | ------------------- | ---- | ---- | ---- | ---- | ---- | --- | ---- | ---- | ---- | ---- | -- | ------------- | ------------- | ------------- | ------------- | ------------- | - | ----- | ----- | ----- | ----- | --- | ----------- | ------- | ------- | ------- | ------- | ------- | ------- | ------- |
| Universidad de Chile · Chile | 1.ª                 | 1988                | 30   | 7    | 12   | 11   | 15.º | -   | -    | -    | -    | -    | -  | -             | -             | -             | -             | -             | - | -     | 30    | 7     | 12    | 11  | 36.66%      | 26      | 34      | -8      |         |         |         |         |
| Universidad de Chile · Chile | 2.ª                 | 1989                | -    | -    | -    | -    | -    | 8   | 4    | 1    | 3    | -    | -  | -             | -             | -             | -             | -             | - | -     | 8     | 4     | 1     | 3   | 54.17%      | 16      | 15      | +1      |         |         |         |         |
| Universidad de Chile · Chile | Total               | Total               | 30   | 7    | 12   | 11   | -    | 8   | 4    | 1    | 3    | -    | -  | -             | -             | -             | -             | -             | - | -     | 38    | 11    | 13    | 14  | 40.35%      | 42      | 49      | -7      |         |         |         |         |
| Palestino · Chile            | 1.ª                 | 1990                | 30   | 12   | 9    | 9    | 9.º  | 14  | 2    | 3    | 9    | -    | -  | -             | -             | -             | -             | -             | - | -     | 44    | 14    | 12    | 18  | 40.91%      | 72      | 81      | -9      |         |         |         |         |
| Palestino · Chile            | 1.ª                 | 1991                | 30   | 7    | 15   | 8    | 9.º  | 16  | 10   | 4    | 2    | -    | -  | -             | -             | -             | -             | -             | - | -     | 46    | 17    | 19    | 10  | 50.73%      | 71      | 59      | +12     |         |         |         |         |
| O'Higgins · Chile            | 1.ª                 | 1992                | 26   | 11   | 6    | 9    | 6.º  | 4   | 0    | 2    | 2    | -    | -  | -             | -             |               | 4             | 1             | 1 | 2     | 34    | 12    | 9     | 13  | 44.11%      | 51      | 53      | -2      |         |         |         |         |
| O'Higgins · Chile            | 1.ª                 | 1993                | 26   | 11   | 7    | 8    | Inc. | 16  | 7    | 6    | 3    | -    | -  | -             | -             | -             | -             | -             | - | -     | 42    | 18    | 13    | 11  | 53.18%      | 62      | 46      | +16     |         |         |         |         |
| O'Higgins · Chile            | Total               | Total               | 52   | 22   | 13   | 17   | -    | 20  | 7    | 8    | 5    | -    | -  | -             | -             | -             | 4             | 1             | 1 | 2     | 76    | 30    | 22    | 24  | 49.12%      | 113     | 99      | +14     |         |         |         |         |
| Universidad Católica · Chile | 1.ª                 | 1994                | 30   | 21   | 6    | 3    | 2.º  | 10  | 3    | 4    | 3    | -    | -  | -             | -             | -             | 5             | 3             | 1 | 1     | 45    | 27    | 11    | 7   | 68.15%      | 111     | 45      | +66     |         |         |         |         |
| Universidad Católica · Chile | 1.ª                 | 1995                | 30   | 17   | 9    | 4    | 2.º  | 11  | 9    | 1    | 1    | 8    | 3  | 1             | 4             | 1/8           | 3             | 3             | 0 | 0     | 52    | 32    | 11    | 9   | 68.59%      | 102     | 55      | +47     |         |         |         |         |
| Universidad Católica · Chile | 1.ª                 | 1996                | 15   | 7    | 5    | 3    | Inc. | 6   | 5    | 1    | 0    | 6    | 1  | 1             | 4             | FG            | -             | -             | - | -     | 27    | 13    | 7     | 7   | 56.79%      | 51      | 35      | +16     |         |         |         |         |
| Universidad Católica · Chile | Total               | Total               | 75   | 45   | 20   | 10   | -    | 27  | 17   | 6    | 4    | 14   | 4  | 2             | 8             | -             | 8             | 6             | 1 | 1     | 124   | 72    | 29    | 23  | 65.86%      | 264     | 135     | +129    |         |         |         |         |
| Palestino · Chile            | 1.ª                 | 1998                | 15   | 3    | 5    | 7    | Inc. | 6   | 1    | 2    | 3    | -    | -  | -             | -             | -             | -             | -             | - | -     | 21    | 4     | 7     | 10  | 30.16%      | 31      | 41      | -10     |         |         |         |         |
| Palestino · Chile            | Total               | Total               | 75   | 22   | 29   | 24   | -    | 36  | 13   | 9    | 14   | -    | -  | -             | -             | -             | -             | -             | - | -     | 111   | 35    | 38    | 38  | 42.94%      | 174     | 181     | -7      |         |         |         |         |
| Liga de Quito · Ecuador      | 1.ª                 | 1999                | 44   | 24   | 7    | 13   | 1.º  | -   | -    | -    | -    | 8    | 4  | 1             | 3             | 1/8           | -             | -             | - | -     | 52    | 28    | 8     | 16  | 58.98%      | 73      | 56      | +17     |         |         |         |         |
| Liga de Quito · Ecuador      | 1.ª                 | 2000                | 18   | 7    | 6    | 5    | Inc. | -   | -    | -    | -    | 6    | 0  | 2             | 4             | FG            | -             | -             | - | -     | 24    | 7     | 8     | 9   | 40.28%      | 33      | 36      | -3      |         |         |         |         |
| Liga de Quito · Ecuador      | Total               | Total               | 62   | 31   | 13   | 18   | -    | -   | -    | -    | -    | 14   | 4  | 3             | 7             | -             | -             | -             | - | -     | 76    | 35    | 16    | 25  | 53.07%      | 106     | 92      | +14     |         |         |         |         |
| San Lorenzo Argentina        | 1.ª                 | 2001-C              | 17   | 14   | 1    | 2    | 1.º  | -   | -    | -    | -    | 5    | 2  | 1             | 2             | FG            | -             | -             | - | -     | 22    | 16    | 2     | 4   | 75.76%      | 46      | 20      | +26     |         |         |         |         |
| San Lorenzo Argentina        | 1.ª                 | 2001-A              | 19   | 8    | 7    | 4    | 4.º  | -   | -    | -    | -    | 12   | 6  | 3             | 3             | 1.º           | -             | -             | - | -     | 31    | 14    | 10    | 7   | 55.91%      | 49      | 33      | +16     |         |         |         |         |
| San Lorenzo Argentina        | 1.ª                 | 2002-C              | 19   | 6    | 8    | 5    | 11.º | -   | -    | -    | -    | 6    | 2  | 0             | 4             | FG            | -             | -             | - | -     | 25    | 8     | 8     | 9   | 42.67%      | 30      | 31      | -1      |         |         |         |         |
| San Lorenzo Argentina        | Total               | Total               | 55   | 28   | 16   | 11   | -    | -   | -    | -    | -    | 23   | 10 | 4             | 9             | -             | -             | -             | - | -     | 78    | 38    | 20    | 20  | 57.27%      | 125     | 84      | +41     |         |         |         |         |
| River Plate Argentina        | 1.ª                 | 2002-A              | 19   | 11   | 3    | 5    | 3.º  | -   | -    | -    | -    | 2    | 0  | 1             | 1             | 1.ªR          | -             | -             | - | -     | 21    | 11    | 4     | 6   | 58.73%      | 35      | 24      | +11     |         |         |         |         |
| River Plate Argentina        | 1.ª                 | 2003-C              | 19   | 13   | 4    | 2    | 1.º  | -   | -    | -    | -    | 10   | 7  | 0             | 3             | 1/4           | -             | -             | - | -     | 29    | 20    | 4     | 5   | 73.57%      | 60      | 32      | +28     |         |         |         |         |
| River Plate Argentina        | 1.ª                 | 2003-A              | 19   | 7    | 5    | 7    | 8.º  | -   | -    | -    | -    | 8    | 4  | 1             | 3             | 2.º           | -             | -             | - | -     | 27    | 11    | 6     | 10  | 48.15%      | 39      | 33      | +6      |         |         |         |         |
| River Plate Argentina        | Total               | Total               | 57   | 31   | 12   | 14   | -    | -   | -    | -    | -    | 20   | 11 | 2             | 7             | -             | -             | -             | - | -     | 77    | 42    | 14    | 21  | 60.61%      | 134     | 89      | +45     |         |         |         |         |
| Villarreal · España          | 1.ª                 | 2004-05             | 38   | 17   | 10   | 11   | 3.º  | 1   | 0    | 0    | 1    | 12   | 6  | 5             | 1             | 1/4           | 8             | 6             | 1 | 1     | 59    | 30    | 17    | 12  | 60.45%      | 101     | 49      | +52     |         |         |         |         |
| Villarreal · España          | 1.ª                 | 2005-06             | 38   | 14   | 15   | 9    | 7.º  | 2   | 0    | 0    | 2    | 14   | 5  | 7             | 2             | 1/2           | -             | -             | - | -     | 54    | 19    | 22    | 13  | 48.77%      | 62      | 51      | +11     |         |         |         |         |
| Villarreal · España          | 1.ª                 | 2006-07             | 38   | 18   | 8    | 12   | 5.º  | 4   | 2    | 0    | 2    | -    | -  | -             | -             | -             | 2             | 0             | 1 | 1     | 44    | 20    | 9     | 15  | 52.27%      | 55      | 50      | +5      |         |         |         |         |
| Villarreal · España          | 1.ª                 | 2007-08             | 38   | 24   | 5    | 9    | 2.º  | 6   | 3    | 1    | 2    | 8    | 6  | 1             | 1             | 1/16          | -             | -             | - | -     | 52    | 33    | 7     | 12  | 67.95%      | 86      | 51      | +35     |         |         |         |         |
| Villarreal · España          | 1.ª                 | 2008-09             | 38   | 18   | 11   | 9    | 5.º  | 2   | 0    | 1    | 1    | 10   | 3  | 5             | 2             | 1/4           | -             | -             | - | -     | 50    | 21    | 17    | 12  | 53.33%      | 75      | 73      | +2      |         |         |         |         |
| Villarreal · España          | Total               | Total               | 190  | 92   | 50   | 48   | -    | 15  | 5    | 2    | 8    | 44   | 20 | 18            | 6             | -             | 10            | 6             | 2 | 2     | 259   | 123   | 72    | 64  | 56.76%      | 379     | 274     | +105    |         |         |         |         |
| Real Madrid · España         | 1.ª                 | 2009-10             | 38   | 31   | 3    | 4    | 2.º  | 2   | 1    | 0    | 1    | 8    | 4  | 2             | 2             | 1/8           | -             | -             | - | -     | 48    | 36    | 5     | 7   | 78.47%      | 119     | 48      | +71     |         |         |         |         |
| Real Madrid · España         | Total               | Total               | 38   | 31   | 3    | 4    | -    | 2   | 1    | 0    | 1    | 8    | 4  | 2             | 2             | -             | -             | -             | - | -     | 48    | 36    | 5     | 7   | 78.47%      | 119     | 48      | +71     |         |         |         |         |
| Málaga · España              | 1.ª                 | 2010-11             | 28   | 11   | 6    | 11   | 11.º | 3   | 1    | 0    | 2    | -    | -  | -             | -             | -             | -             | -             | - | -     | 31    | 12    | 6     | 13  | 45.16%      | 46      | 56      | -10     |         |         |         |         |
| Málaga · España              | 1.ª                 | 2011-12             | 38   | 17   | 7    | 14   | 4.º  | 4   | 1    | 1    | 2    | -    | -  | -             | -             | -             | -             | -             | - | -     | 42    | 18    | 8     | 16  | 49.21%      | 59      | 59      | 0       |         |         |         |         |
| Málaga · España              | 1.ª                 | 2012-13             | 38   | 16   | 9    | 13   | 6.º  | 6   | 2    | 2    | 2    | 12   | 5  | 5             | 2             | 1/4           | -             | -             | - | -     | 56    | 23    | 16    | 17  | 50.59%      | 84      | 71      | +13     |         |         |         |         |
| Málaga · España              | Total               | Total               | 104  | 44   | 22   | 38   | -    | 13  | 4    | 3    | 6    | 12   | 5  | 5             | 2             | -             | -             | -             | - | -     | 129   | 53    | 30    | 46  | 48.84%      | 189     | 186     | +3      |         |         |         |         |
| Manchester City Inglaterra   | 1.ª                 | 2013-14             | 38   | 27   | 5    | 6    | 1.º  | 11  | 9    | 1    | 1    | 8    | 5  | 0             | 3             | 1/8           | -             | -             | - | -     | 57    | 41    | 6     | 10  | 75.44%      | 156     | 58      | +98     |         |         |         |         |
| Manchester City Inglaterra   | 1.ª                 | 2014-15             | 38   | 24   | 7    | 7    | 2.º  | 4   | 2    | 0    | 2    | 8    | 2  | 2             | 4             | 1/8           | 1             | 0             | 0 | 1     | 51    | 28    | 9     | 14  | 60.78%      | 102     | 57      | +45     |         |         |         |         |
| Manchester City Inglaterra   | 1.ª                 | 2015-16             | 38   | 19   | 9    | 10   | 4.º  | 9   | 6    | 1    | 2    | 12   | 6  | 3             | 3             | 1/2           | -             | -             | - | -     | 59    | 31    | 13    | 15  | 59.88%      | 115     | 65      | +50     |         |         |         |         |
| Manchester City Inglaterra   | Total               | Total               | 114  | 70   | 21   | 23   | -    | 24  | 17   | 2    | 5    | 28   | 13 | 5             | 10            | -             | 1             | 0             | 0 | 1     | 167   | 100   | 28    | 39  | 65.47%      | 373     | 180     | +193    |         |         |         |         |
| Hebei Fortune China          | 1.ª                 | 2016                | 7    | 1    | 2    | 4    | 7.º  | -   | -    | -    | -    | -    | -  | -             | -             | -             | -             | -             | - | -     | 7     | 1     | 2     | 4   | 23.81%      | 9       | 11      | -2      |         |         |         |         |
| Hebei Fortune China          | 1.ª                 | 2017                | 30   | 15   | 7    | 8    | 4.º  | 2   | 1    | 0    | 1    | -    | -  | -             | -             | -             | -             | -             | - | -     | 32    | 16    | 7     | 9   | 57.29%      | 56      | 39      | +17     |         |         |         |         |
| Hebei Fortune China          | 1.ª                 | 2018                | 11   | 4    | 3    | 4    | Inc. | 2   | 1    | 0    | 1    | -    | -  | -             | -             | -             | -             | -             | - | -     | 13    | 5     | 3     | 5   | 46.15%      | 22      | 19      | +3      |         |         |         |         |
| Hebei Fortune China          | Total               | Total               | 48   | 20   | 12   | 16   | -    | 4   | 2    | 0    | 2    | -    | -  | -             | -             | -             | -             | -             | - | -     | 52    | 22    | 12    | 18  | 50%         | 87      | 69      | +18     |         |         |         |         |
| West Ham United Inglaterra   | 1.ª                 | 2018-19             | 38   | 15   | 7    | 16   | 10.º | 5   | 3    | 0    | 2    | -    | -  | -             | -             | -             | -             | -             | - | -     | 43    | 18    | 7     | 18  | 47.29%      | 68      | 63      | +5      |         |         |         |         |
| West Ham United Inglaterra   | 1.ª                 | 2019-20             | 19   | 5    | 4    | 10   | Inc. | 2   | 1    | 0    | 1    | -    | -  | -             | -             | -             | -             | -             | - | -     | 21    | 6     | 4     | 11  | 34.92%      | 23      | 36      | -13     |         |         |         |         |
| West Ham United Inglaterra   | Total               | Total               | 57   | 20   | 11   | 26   | -    | 7   | 4    | 0    | 3    | -    | -  | -             | -             | -             | -             | -             | - | -     | 64    | 24    | 11    | 29  | 43.23%      | 91      | 99      | -8      |         |         |         |         |
| Real Betis · España          | 1.ª                 | 2020-21             | 38   | 17   | 10   | 11   | 6.º  | 5   | 4    | 1    | 0    | -    | -  | -             | -             | -             | -             | -             | - | -     | 43    | 21    | 11    | 11  | 57.37%      | 61      | 53      | +8      |         |         |         |         |
| Real Betis · España          | 1.ª                 | 2021-22             | 38   | 19   | 8    | 11   | 5.º  | 8   | 6    | 2    | 0    | 10   | 4  | 3             | 3             | 1/8           | -             | -             | - | -     | 56    | 29    | 13    | 14  | 59.53%      | 100     | 63      | +37     |         |         |         |         |
| Real Betis · España          | 1.ª                 | 2022-23             | 38   | 17   | 9    | 12   | 6.º  | 2   | 1    | 1    | 0    | 8    | 5  | 1             | 2             | 1/8           | 1             | 0             | 1 | 0     | 49    | 23    | 12    | 14  | 55.1%       | 67      | 55      | +12     |         |         |         |         |
| Real Betis · España          | 1.ª                 | 2023-24             | 38   | 14   | 15   | 9    | 7.º  | 3   | 2    | 0    | 1    | 8    | 3  | 1             | 4             | 1/16          | -             | -             | - | -     | 49    | 19    | 16    | 14  | 49.66%      | 72      | 57      | +15     |         |         |         |         |
| Real Betis · España          | 1.ª                 | 2024-25             | 38   | 16   | 12   | 10   | 6.º  | 4   | 3    | 0    | 1    | 17   | 9  | 4             | 4             | 2.º           | -             | -             | - | -     | 59    | 28    | 16    | 15  | 56.5%       | 96      | 73      | +23     |         |         |         |         |
| Real Betis · España          | 1.ª                 | 2025-26             | 1    | 0    | 1    | 0    | -    | 0   | 0    | 0    | 0    | 0    | 0  | 0             | 0             | -             | -             | -             | - | -     | 1     | 0     | 1     | 0   | 33.33%      | 1       | 1       | +0      |         |         |         |         |
| Real Betis · España          | Total               | Total               | 191  | 83   | 55   | 53   | -    | 22  | 16   | 4    | 2    | 43   | 21 | 9             | 13            | -             | 1             | 0             | 1 | 0     | 257   | 120   | 69    | 68  | 55.64%      | 397     | 302     | +95     |         |         |         |         |
| Total en su carrera          | Total en su carrera | Total en su carrera | 1147 | 545  | 289  | 313  | -    | 178 | 90   | 35   | 53   | 207  | 93 | 50            | 64            | -             | 24            | 13            | 5 | 6     | 1556  | 741   | 379   | 436 | 55.74%      | 2593    | 1887    | +706    |         |         |         |         |
| 1. 2. 3.                     |                     |                     |      |      |      |      |      |     |      |      |      |      |    |               |               |               |               |               |   |       |       |       |       |     |             |         |         |         |         |         |         |         |

#### Resumen por competiciones
| Competición                   | Partidos | Ganados | Empatados | Perdidos | %      | Resultado        |
| ----------------------------- | -------- | ------- | --------- | -------- | ------ | ---------------- |
| Primera División de Chile     | 240      | 102     | 75        | 63       | 52.92% | Subcampeón       |
| Copa Chile                    | 91       | 41      | 24        | 26       | 54.69% | Campeón          |
| Serie A de Ecuador            | 62       | 31      | 13        | 18       | 56.99% | Campeón          |
| Primera División de Argentina | 112      | 59      | 28        | 25       | 61.01% | Campeón          |
| LaLiga                        | 523      | 250     | 130       | 143      | 56.09% | Subcampeón       |
| Copa del Rey                  | 52       | 26      | 9         | 17       | 55.77% | Campeón          |
| Supercopa de España           | 1        | 0       | 1         | 0        | 33.33% | Subcampeón       |
| Premier League                | 171      | 90      | 32        | 49       | 58.87% | Campeón          |
| FA Cup                        | 12       | 7       | 1         | 4        | 61.11% | Cuartos de final |
| EFL Cup                       | 19       | 14      | 1         | 4        | 75.43% | Campeón          |
| Community Shield              | 1        | 0       | 0         | 1        | 0%     | Subcampeón       |
| Superliga de China            | 48       | 20      | 12        | 16       | 50%    | 4.º lugar        |
| Copa de China de fútbol       | 4        | 2       | 0         | 2        | 50%    | Semifinales      |
| Copa Libertadores             | 49       | 19      | 6         | 24       | 42.86% | Cuartos de final |
| Copa Sudamericana             | 10       | 4       | 2         | 4        | 46.67% | Subcampeón       |
| Copa Interamericana           | 2        | 1       | 0         | 1        | 50%    | Campeón          |
| Copa Conmebol                 | 2        | 0       | 1         | 1        | 16.67% | Octavos de final |
| Copa Mercosur                 | 12       | 6       | 3         | 3        | 58.33% | Campeón          |
| Copa Intertoto de la UEFA     | 10       | 6       | 2         | 2        | 66.67% | Campeón          |
| Liga de Campeones de la UEFA  | 72       | 30      | 24        | 18       | 52.78% | Semifinales      |
| Liga Europa de la UEFA        | 44       | 24      | 10        | 10       | 62.13% | Cuartos de final |
| Liga Conferencia de la UEFA   | 19       | 9       | 5         | 5        | 56.14% | Subcampeón       |
| TOTAL                         | 1556     | 741     | 379       | 436      | 55.74% | 11 Títulos       |

## Palmarés

### Como jugador

#### Torneos nacionales oficiales
| Título     | Club                 | País  | Año  |
| ---------- | -------------------- | ----- | ---- |
| Copa Chile | Universidad de Chile | Chile | 1979 |

#### Títulos internacionales amistosos
| Título                        | Club                 | País  | Año  |
| ----------------------------- | -------------------- | ----- | ---- |
| Sudamericano de Universidades | Universidad de Chile | Chile | 1976 |

### Como entrenador

#### Torneos nacionales oficiales
| Título           | Club                 | País       | Año     |
| ---------------- | -------------------- | ---------- | ------- |
| Copa Chile       | Universidad Católica | Chile      | 1995    |
| Serie A          | Liga de Quito        | Ecuador    | 1999    |
| Primera División | San Lorenzo          | Argentina  | C-2001  |
| Primera División | River Plate          | Argentina  | C-2003  |
| Copa de la Liga  | Manchester City      | Inglaterra | 2013-14 |
| Premier League   | Manchester City      | Inglaterra | 2013-14 |
| Copa de la Liga  | Manchester City      | Inglaterra | 2015-16 |
| Copa del Rey     | Real Betis           | España     | 2021-22 |

#### Torneos internacionales oficiales
| Título                    | Club                 | País      | Año  |
| ------------------------- | -------------------- | --------- | ---- |
| Copa Interamericana       | Universidad Católica | Chile     | 1994 |
| Copa Mercosur             | San Lorenzo          | Argentina | 2001 |
| Copa Intertoto de la UEFA | Villarreal           | España    | 2004 |

#### Distinciones individuales
| Título                                                     | Año     |
| ---------------------------------------------------------- | ------- |
| Trofeo Miguel Muñoz                                        | 2007-08 |
| Mánager del mes de diciembre                               | 2013-14 |
| Mánager del mes de enero                                   | 2013-14 |
| Premio Sergio Livingstone Pohlhammer                       | 2014    |
| Entre los 10 candidatos a mejor director técnico del mundo | 2014    |
| Premio AS América                                          | 2014    |
| Mánager del mes de diciembre                               | 2014-15 |
| Mánager del mes de agosto                                  | 2015-16 |
| Trofeo Miguel Muñoz                                        | 2021-22 |

| Predecesor: Ramón Díaz | Entrenadores del Club Atlético River Plate 2002 - 2003 | Sucesor: Leonardo Astrada |